# Tilia kueichouensis
Tilia kueichouensis Hu – gatunek drzewa z rodziny ślazowatych. Występuje naturalnie w Chinach – w Chongqingu, północnym Kuejczou oraz prawdopodobnie także w prowincji Junnan. 

## Morfologia
PokrójZrzucające liście drzewo dorastające do 10 m wysokości.
LiścieBlaszka liściowa ma owalny kształt. Mierzy 9,5–13,5 cm długości oraz 5–7,5 cm szerokości, jest piłkowana na brzegu, ma nasadę od sercowatej do ściętej i ostry wierzchołek. Ogonek liściowy jest nagi i ma 20–30 mm długości.
KwiatyZebrane w wierzchotkach wyrastających z kątów podługowatych podsadek o długości 6,5–8 cm.
OwocOrzeszki mierzące 8 mm średnicy, o niemal kulistym kształcie.